# James McCartney
James McCartney (12 september 1977) is een Britse zanger. Hij is de enige zoon van Paul McCartney, voormalig zanger en basspeler van The Beatles. McCartney's moeder is Linda Eastman en verder heeft hij twee zussen, Mary en Stella.
Op 21 september 2010 verschijnt zijn debuutalbum Available Light dat is geproduceerd door zijn vader.

## Discografie

### Albums
| Album met eventuele hitnotering(en) in de Nederlandse Album Top 100 | Datum van verschijnen | Datum van binnenkomst | Hoogste positie | Aantal weken | Opmerkingen |
| ------------------------------------------------------------------- | --------------------- | --------------------- | --------------- | ------------ | ----------- |
| Available Light                                                     | 21-09-2010            |                       |                 |              |             |

- Gemeinsame Normdatei: 1012512266
- International Standard Name Identifier: 0000 0001 2027 5085
- Library of Congress Control Number: no99014564
- MusicBrainz: 908b11f3-7519-4379-87ee-6ac6ea468375
- SNAC: w67943kg
- Virtual International Authority File: 66100850
- WorldCat: E39PBJhhxgBKFbGm3kcdBW83cP